# Giải BAFTA lần thứ 71
Lễ trao Giải thưởng Điện ảnh của Viện hàn lâm Vương quốc Anh lần thứ 71, hay còn gọi là giải BAFTA, được tổ chức vào ngày 18 tháng 2 năm 2018 tại Hội trường Hoàng gia Albert ở Luân Đôn, để vinh danh những tác phẩm điện ảnh của Anh và quốc tế trong năm 2017. Các giải thưởng được trao bởi Viện Hàn lâm Nghệ thuật Điện ảnh và Truyền hình Anh quốc (BAFTA) cho các bộ phim điện ảnh và phim tài liệu đã được công chiếu ở các rạp chiếu phim của Anh trong năm 2017. Sau khi một số vụ xâm hại tình dục trong ngành công nghiệp điện ảnh bị tiết lộ, nhiều người tham dự lễ trao giải đã mặc đồ màu đen hoặc đeo huy hiệu để thể hiện sự ủng hộ của mình đối với phong trào "Time's Up".
Các phim/ nghệ sĩ được đề cử cho các hạng mục giải thưởng được công bố vào ngày 9 tháng 1 năm 2018 bởi hai người dẫn chương trình Letitia Wright và Natalie Dormer. Phim The Shape of Water nhận được số lượng đề cử cao nhất với 12 đề cử ở các hạng mục giải thưởng; tiếp đó là Darkest Hour và Three Billboards Outside Ebbing, Missouri với 9 đề cử cho mỗi phim. Tương tự như lễ trao giải Quả cầu vàng lần thứ 75, có ý kiến chỉ trích sự vắng bóng các nữ đạo diễn cho được đề cử ở hạng mục đạo diễn xuất sắc nhất, điển hình là trường hợp của Greta Gerwig với phim Lady Bird.
Phim Three Billboards Outside Ebbing, Missouri, do Martin McDonagh làm đạo diễn, thắng năm giải, trong đó có giải Phim hay nhất và Phim Anh hay nhất; nữ diễn viên Frances McDormand giành giải nữ diễn viên chính xuất sắc nhất cho màn thể hiện của cô trong bộ phim. Gary Oldman giành giải nam diễn viên chính xuất sắc nhất với vai diễn Winston Churchill trong phim Darkest Hour. Guillermo del Toro giành giải đạo diễn xuất sắc nhất với phim The Shape of Water, đây là một trong ba giải thưởng mà bộ phim này nhận được tại lễ trao giải năm nay. Ở các hạng mục giải thưởng dành cho diễn viên phụ, Allison Janney giành giải Nữ diễn viên phụ xuất sắc nhất với vai diễn trong phim I, Tonya, còn Sam Rockwell giành giải Nam diễn viên phụ xuất sắc nhất với vai diễn trong phim Three Billboards. Roger Deakins giành giải BAFTA thứ tư trong sự nghiệp của mình ở hạng mục quay phim xuất sắc nhất với phim Blade Runner 2049 và Ngài Ridley Scott nhận giải cống hiến với những đóng góp của ông cho ngành điện ảnh; giải thưởng này được trao bởi Công tước xứ Cambridge.

## Phim/ người đoạt giải và các đề cử

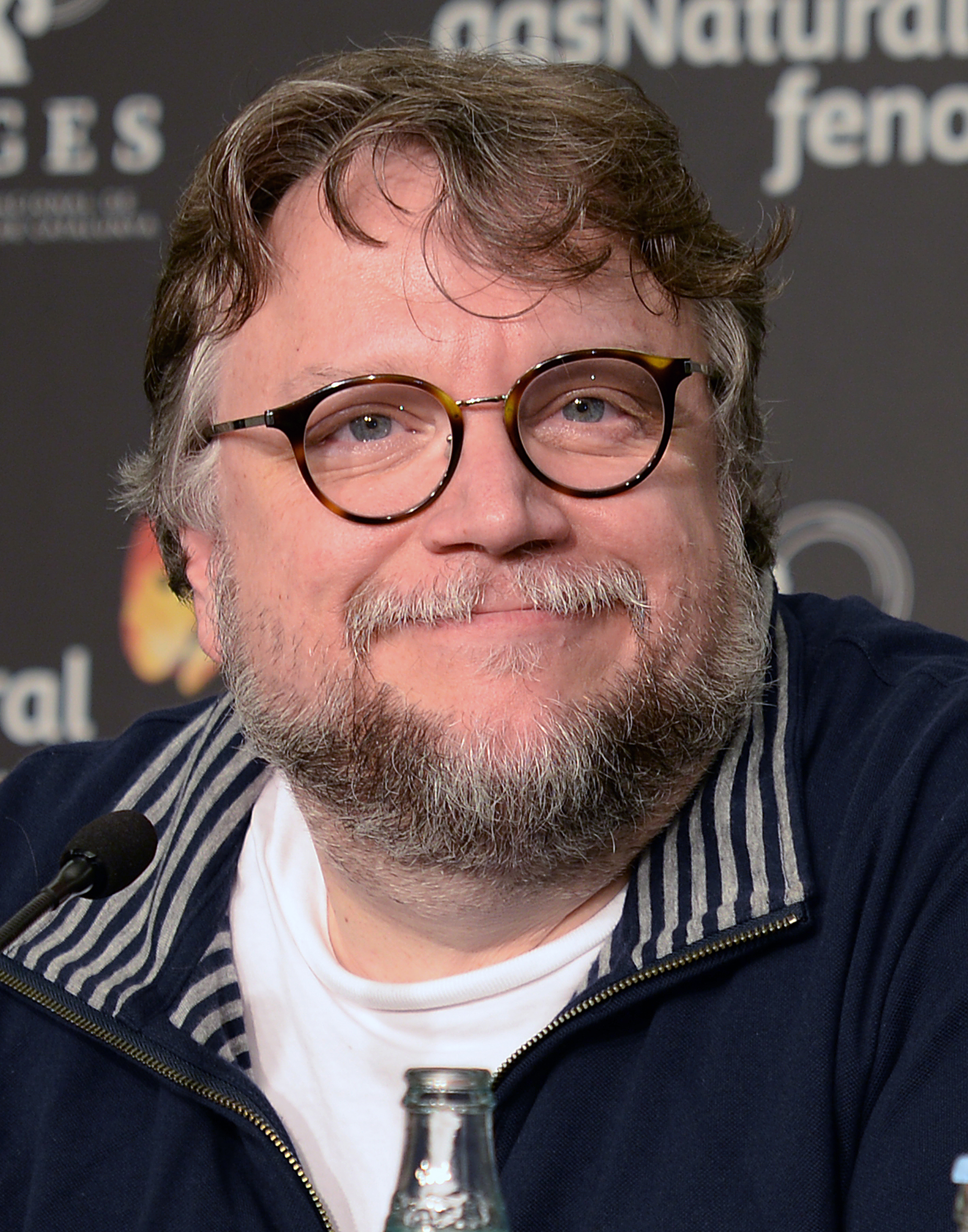
Guillermo del Toro, giải Đạo diễn xuất sắc nhất

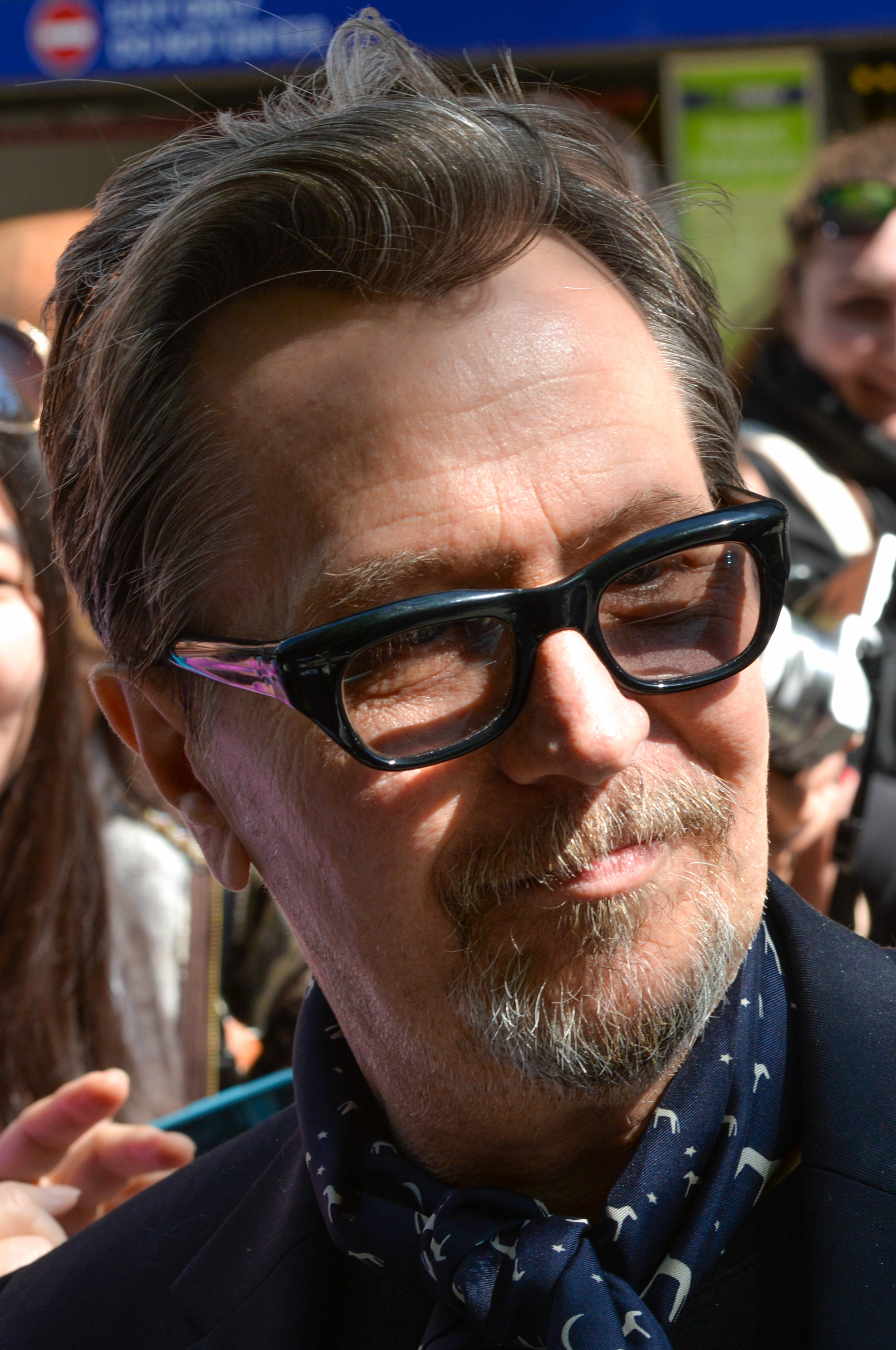
Gary Oldman, giải Nam diễn viên chính xuất sắc nhất

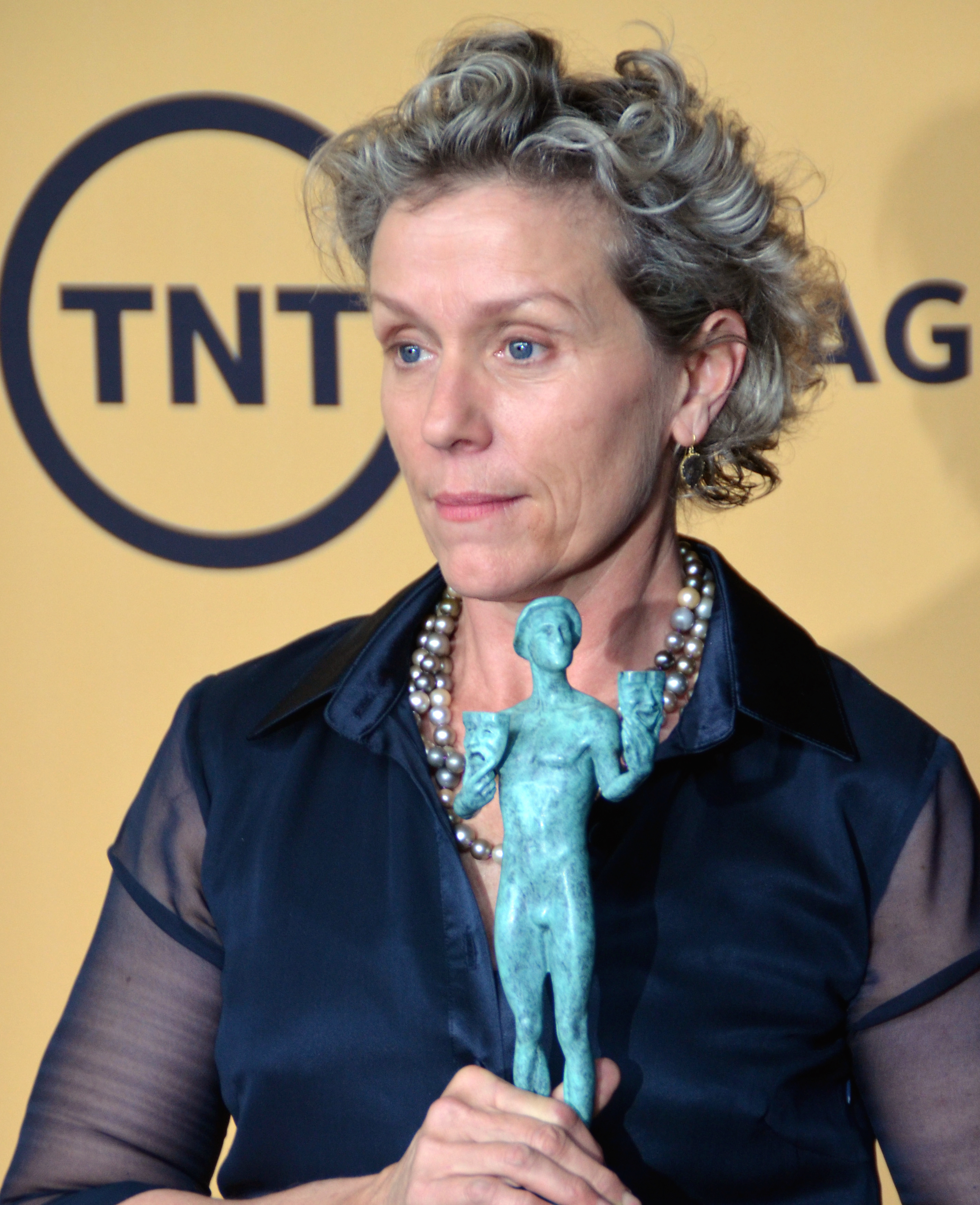
Frances McDormand, giải Nữ diễn viên chính xuất sắc nhất

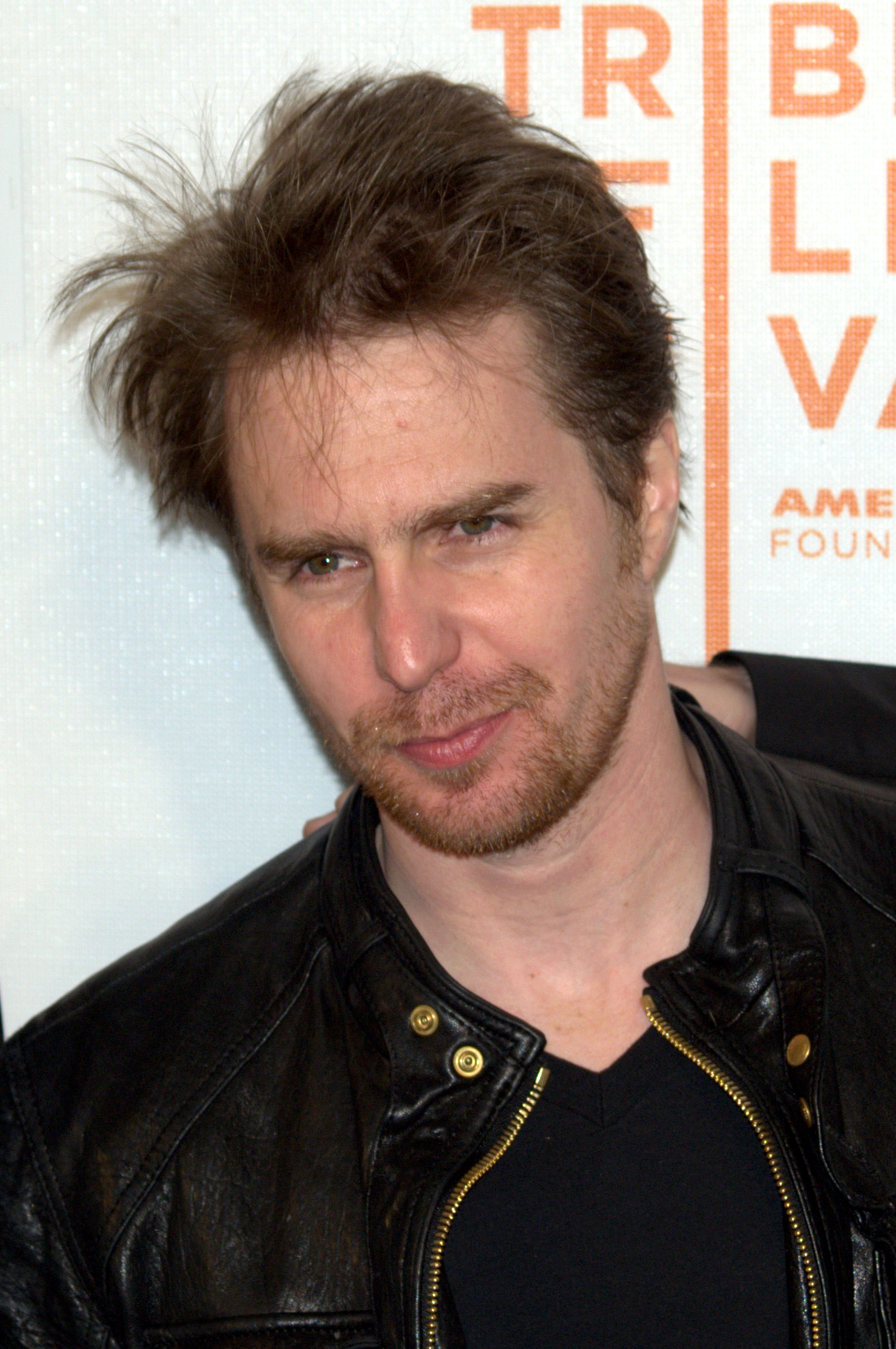
Sam Rockwell, giải Nam diễn viên phụ xuất sắc nhất

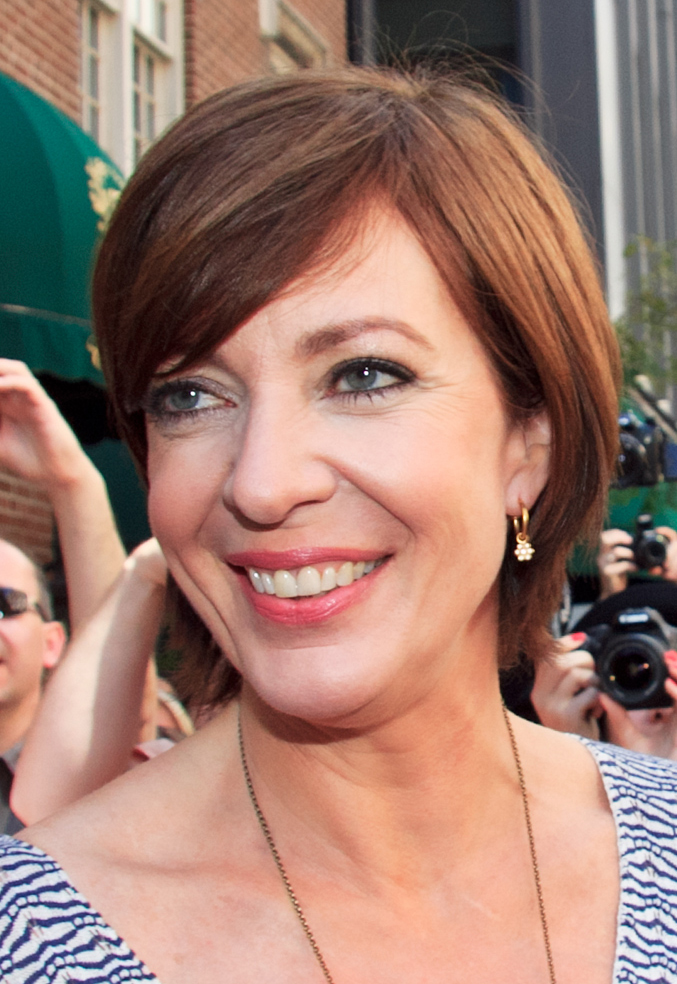
Allison Janney, giải Nữ diễn viên phụ xuất sắc nhất

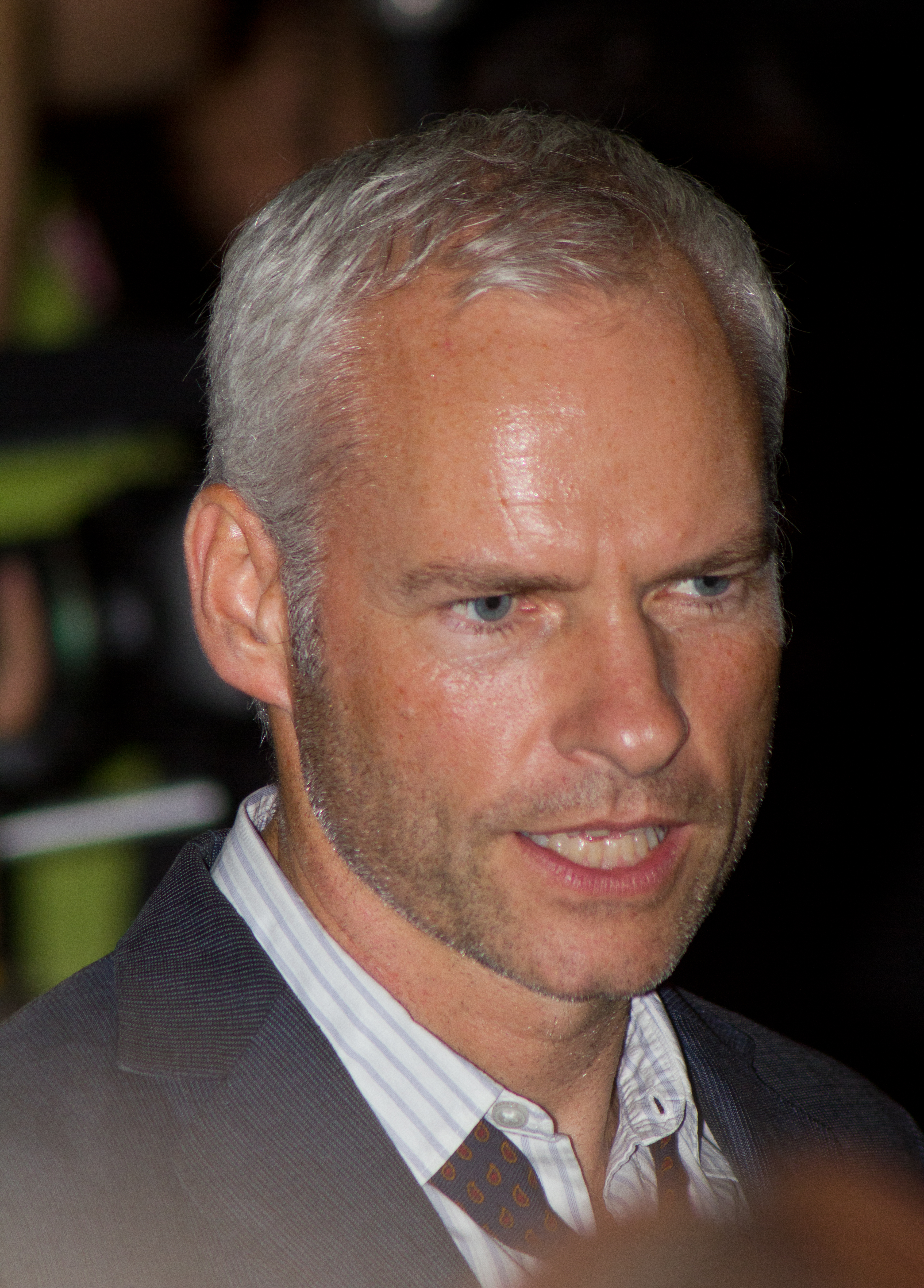
Martin McDonagh, giải Kịch bản gốc xuất sắc nhất

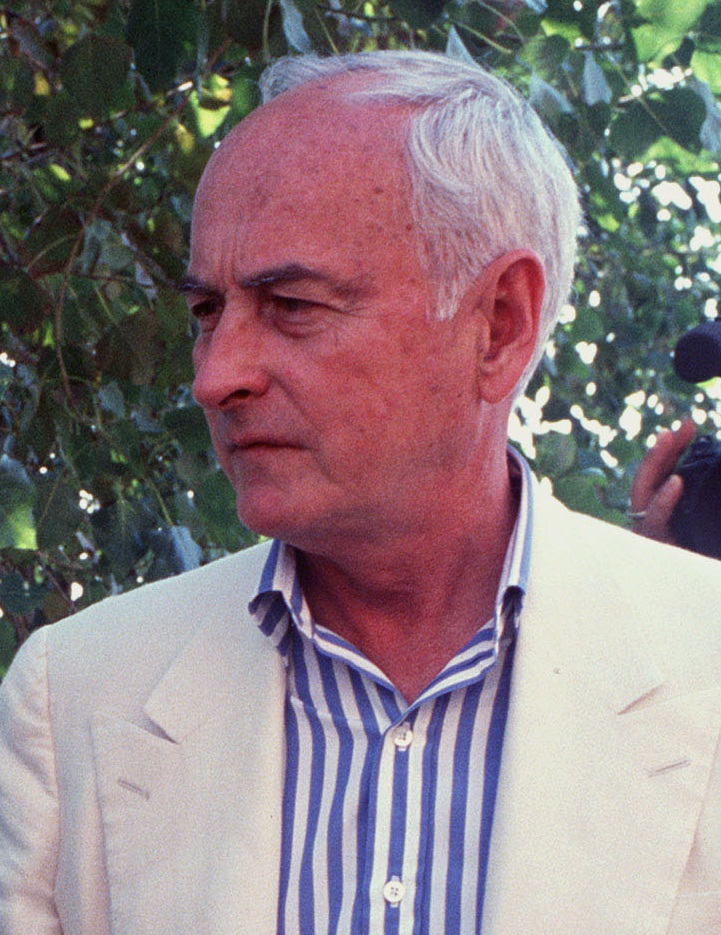
James Ivory, giải Kịch bản chuyển thể xuất sắc nhất

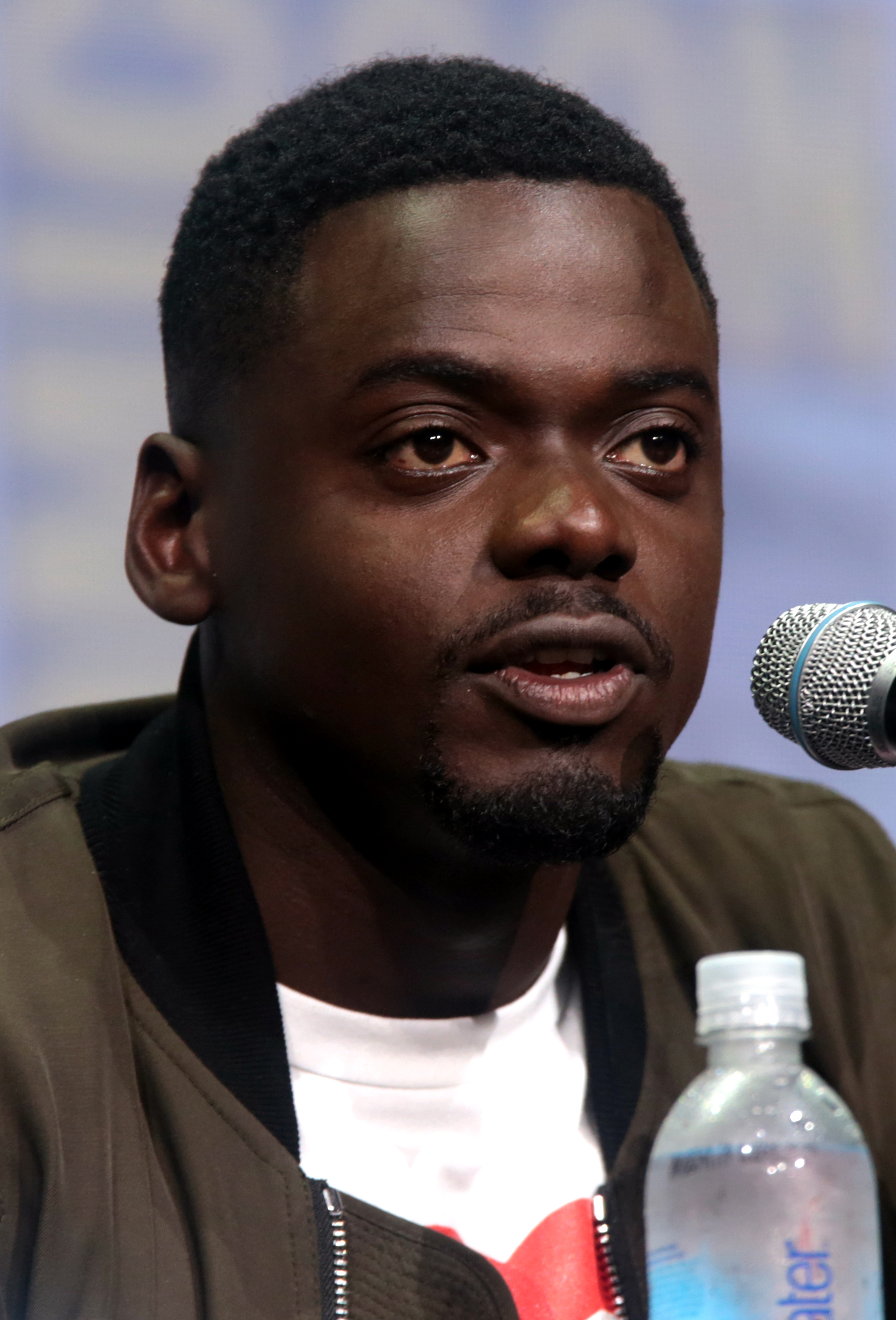
Daniel Kaluuya, giải Diễn viên trẻ triển vọng

Các phim/ người được đề cử cho các vị trí giải thưởng được công bố vào ngày 9 tháng 1 năm 2018. Phim và người giành giải được công bố vào ngày 18 tháng 2 năm 2018.
| Phim hay nhất | Đạo diễn xuất sắc nhất |
| --- | --- |
| - Three Billboards Outside Ebbing, Missouri – Graham Broadbent, Pete Czernin, và Martin McDonagh - Call Me by Your Name – Emilie Georges, Luca Guadagnino, Marco Morabito, và Peter Spears - Darkest Hour – Tim Bevan, Lisa Bruce, Eric Fellner, Anthony McCarten, và Douglas Urbanski - Dunkirk – Christopher Nolan và Emma Thomas - The Shape of Water – Guillermo del Toro và J. Miles Dale | - Guillermo del Toro – The Shape of Water - Denis Villeneuve – Blade Runner 2049 - Luca Guadagnino – Call Me by Your Name - Christopher Nolan – Dunkirk - Martin McDonagh – Three Billboards Outside Ebbing, Missouri |
| Nam diễn viên chính xuất sắc nhất | Nữ diễn viên chính xuất sắc nhất |
| - Gary Oldman – Darkest Hour trong vai Winston Churchill - Jamie Bell – Film Stars Don't Die in Liverpool trong vai Peter Turner - Timothée Chalamet – Call Me by Your Name trong vai Elio Perlman - Daniel Day-Lewis – Phantom Thread trong vai Reynolds Woodcock - Daniel Kaluuya – Get Out trong vai Chris Washington | - Frances McDormand – Three Billboards Outside Ebbing, Missouri trong vai Mildred Hayes - Annette Bening – Film Stars Don't Die in Liverpool trong vai Gloria Grahame - Sally Hawkins – The Shape of Water trong vai Elisa Esposito - Margot Robbie – I, Tonya trong vai Tonya Harding - Saoirse Ronan – Lady Bird trong vai Christine "Lady Bird" McPherson |
| Nam diễn viên phụ xuất sắc nhất | Nữ diễn viên phụ xuất sắc nhất |
| - Sam Rockwell – Three Billboards Outside Ebbing, Missouri as Jason Dixon - Willem Dafoe – The Florida Project trong vai Bobby Hicks - Hugh Grant – Paddington 2 trong vai Phoenix Buchanan - Woody Harrelson – Three Billboards Outside Ebbing, Missouri trong vai Sheriff Bill Willoughby - Christopher Plummer – All the Money in the World trong vai J. Paul Getty | - Allison Janney – I, Tonya trong vai LaVona Golden - Lesley Manville – Phantom Thread trong vai Cyril Woodcock - Laurie Metcalf – Lady Bird trong vai Marion McPherson - Kristin Scott Thomas – Darkest Hour trong vai Clementine Churchill - Octavia Spencer – The Shape of Water trong vai Zelda Fuller |
| Kịch bản gốc xuất sắc nhất | Kịch bản chuyển thể xuất sắc nhất |
| - Martin McDonagh – Three Billboards Outside Ebbing, Missouri - Guillermo del Toro và Vanessa Taylor – The Shape of Water - Greta Gerwig – Lady Bird - Jordan Peele – Get Out - Steven Rogers – I, Tonya | - James Ivory – Call Me by Your Name - Simon Farnaby và Paul King – Paddington 2 - Matt Greenhalgh – Film Stars Don't Die in Liverpool - Armando Iannucci, Ian Martin và David Schneider – The Death of Stalin - Aaron Sorkin – Molly's Game |
| Quay phim xuất sắc nhất | Đạo diễn, Biên kịch, Nhà sản xuất đầu tay người Anh nổi bật |
| - Blade Runner 2049 – Roger Deakins - Darkest Hour – Bruno Delbonnel - Dunkirk – Hoyte van Hoytema - The Shape of Water – Dan Laustsen - Three Billboards Outside Ebbing, Missouri – Ben Davis | - Rungano Nyoni (Biên kịch/Đạo diễn), Emily Morgan (Nhà sản xuất) – I Am Not a Witch - Gareth Tunley (Biên kịch/Đạo diễn/Nhà sản xuất), Jack Healy Guttman & Tom Meeten (Các nhà sản xuất) – The Ghoul - Johnny Harris (Biên kịch/Nhà sản xuất), Thomas Napper (Đạo diễn) – Jawbone - Lucy Cohen (Đạo diễn) – Kingdom of Us - Alice Birch (Biên kịch), William Oldroyd (Đạo diễn), Fodhla Cronin O'Reilly (Nhà sản xuất) – Lady Macbeth                                                  |
| Phim Anh hay nhất | Phim tài liệu hay nhất |
| - Three Billboards Outside Ebbing, Missouri – Graham Broadbent, Pete Czernin, và Martin McDonagh - Darkest Hour – Tim Bevan, Lisa Bruce, Eric Fellner, Anthony McCarten, và Douglas Urbanski - The Death of Stalin – Armando Iannucci, Kevin Loader, Laurent Zeitoun, Yann Zenou, Ian Martin, và David Schneider - God's Own Country – Francis Lee, Manon Ardisson, và Jack Tarling - Lady Macbeth – William Oldroyd, Fodhla Cronin O'Reilly, và Alice Birch - Paddington 2 – Paul King, David Heyman, và Simon Farnaby | - I Am Not Your Negro – Raoul Peck - City of Ghosts – Matthew Heineman - Icarus – Bryan Fogel và Dan Cogan - An Inconvenient Sequel: Truth to Power – Bonni Cohen và Jon Shenk - Jane – Brett Morgen |
| Nhạc phim hay nhất | Âm thanh xuất sắc nhất |
| - The Shape of Water – Alexandre Desplat - Blade Runner 2049 – Benjamin Wallfisch và Hans Zimmer - Darkest Hour – Dario Marianelli - Dunkirk – Hans Zimmer - Phantom Thread – Jonny Greenwood | - Dunkirk – Alex Gibson, Richard King, Gregg Landaker, Gary A. Rizzo, và Mark Weingarten - Baby Driver – Tim Cavagin, Mary H. Ellis, Dan Morgan, Jeremy Price, và Julian Slater - Blade Runner 2049 – Ron Bartlett, Theo Green, Doug Hemphill, Mark Mangini, và Mac Ruth - The Shape of Water – Christian Cooke, Glen Gauthier, Nathan Robitaille, Nelson Ferreira, và Brad Zoern - Star Wars: The Last Jedi – Ren Klyce, David Parker, Michael Semanick, Stuart Wilson, và Matthew Wood |
| Thiết kế sản xuất xuất sắc nhất | Hiệu ứng hình ảnh đặc biệt xuất sắc nhất |
| - The Shape of Water – Paul Denham Austerberry, Jeff Melvin, và Shane Vieau - Beauty and the Beast – Sarah Greenwood và Katie Spencer - Blade Runner 2049 – Dennis Gassner và Alessandra Querzola - Darkest Hour – Sarah Greenwood và Katie Spencer - Dunkirk – Nathan Crowley và Gary Fettis | - Blade Runner 2049 – Richard R. Hoover, Paul Lambert, Gerd Nefzer, và John Nelson - Dunkirk – Scott Fisher, Andrew Jackson, Paul Corbould, và Andrew Lockley - The Shape of Water – Dennis Berardi, Trey Harrell, Mike Hill, và Kevin Scott - Star Wars: The Last Jedi – Stephen Aplin, Chris Corbould, Ben Morris, và Neal Scanlan - War for the Planet of the Apes – Daniel Barrett, Dan Lemmon, Joe Letteri, và Joel Whist                                                           |
| Thiết kế phục trang xuất sắc nhất | Hoá trang và làm tóc xuất sắc nhất |
| - Phantom Thread – Mark Bridges - Beauty and the Beast – Jacqueline Durran - Darkest Hour – Jacqueline Durran - I, Tonya – Jennifer Johnson - The Shape of Water – Luis Sequeira | - Darkest Hour – David Malinowski, Ivana Primorac, Lucy Sibbick, và Kazuhiro Tsuji - Blade Runner 2049 – Donald Mowat và Kerry Warn - I, Tonya – Deborah La Mia Denaver và Adruitha Lee - Victoria & Abdul – Daniel Phillips và Lou Sheppard - Wonder – Naomi Bakstad, Robert A. Pandini, và Arjen Tuiten |
| Dựng phim xuất sắc nhất | Best Film Not in the English Language |
| - Baby Driver – Paul Machliss và Jonathan Amos - Blade Runner 2049 – Joe Walker - Dunkirk – Lee Smith - The Shape of Water – Sidney Wolinsky - Three Billboards Outside Ebbing, Missouri – Jon Gregory | - The Handmaiden – Park Chan-wook và Syd Lim - Elle – Paul Verhoeven và Saïd Ben Saïd - First They Killed My Father – Angelina Jolie và Rithy Panh - Loveless – Andrey Zvyagintsev và Alexander Rodnyansky - The Salesman – Asghar Farhadi và Alexandre Mallet-Guy |
| Phim hoạt hình hay nhất | Phim hoạt hình ngắn hay nhất |
| - Coco – Lee Unkrich và Darla K. Anderson - Loving Vincent – Dorota Kobiela, Hugh Welchman, và Ivan Mactaggart - My Life as a Courgette – Claude Barras và Max Karli | - Poles Apart – Paloma Baeza và Ser En Low - Have Heart – Will Anderson - Mamoon – Ben Steer |
| Phim ngắn hay nhất | Giải Ngôi sao triển vọng BAFTA (do công chúng bầu chọn) |
| - Cowboy Dave – Colin O’Toole và Jonas Mortensen - Aamir – Vika Evdokimenko, Emma Stone, và Oliver Shuster - Bronco – SLB - A Drowning Man – Mahdi Fleifel, Signe Byrge Sørensen, và Patrick Campbell - Work – Aneil Karia và Scott O’Donnell - Wren Boys – Harry Lighton, Sorcha Bacon, và John Fitzpatrick | - Daniel Kaluuya - Florence Pugh - Josh O'Connor - Tessa Thompson - Timothée Chalamet |

### Phim nhận được nhiều đề cử và giải thưởng
| Số đề cử | Tên phim                                  |
| -------- | ----------------------------------------- |
| 12       | The Shape of Water                        |
| 9        | Darkest Hour                              |
| 9        | Three Billboards Outside Ebbing, Missouri |
| 8        | Blade Runner 2049                         |
| 8        | Dunkirk                                   |
| 5        | I, Tonya                                  |
| 4        | Call Me by Your Name                      |
| 4        | Phantom Thread                            |
| 3        | Film Stars Don't Die in Liverpool         |
| 3        | Lady Bird                                 |
| 3        | Paddington 2                              |
| 2        | Baby Driver                               |
| 2        | Beauty and the Beast                      |
| 2        | The Death of Stalin                       |
| 2        | Get Out                                   |
| 2        | Lady Macbeth                              |
| 2        | Star Wars: The Last Jedi                  |

| Số giải thưởng | Tên phim                                  |
| -------------- | ----------------------------------------- |
| 5              | Three Billboards Outside Ebbing, Missouri |
| 3              | The Shape of Water                        |
| 2              | Blade Runner 2049                         |
| 2              | Darkest Hour                              |